# Filip Dewinter
Philip Michel Frans Dewinter, detto Filip (Bruges, 11 settembre 1962), è un politico belga, membro del Vlaams Belang, un partito nazionalista fiammingo di estrema destra.

## Biografia
Il nonno materno di Dewinter era attivo nella Resistenza durante la seconda guerra mondiale. Suo padre, allora studente di medicina, era un lavoratore forzato nazista.
Durante gli studi a Bruges Dewinter diventa politicamente attivo. Nel 1978 a sedici anni fonda il Vlaamse Scholieren Actie Groep, diventando in seguito un nazionalista  dello Jong Studentenverbond. Nel 1982 si trasferisce ad Anversa per studiare scienze politiche e sociali all'Università di Anversa. È diventato un membro della Nationalist Student Association (NSV). Nel 1983 si unì all'allora Blocco Fiammingo. Due anni dopo, si trasferì alla Erasmushogeschool Brussel e studiò giornalismo.
Ha rapidamente fatto carriera nel Blocco Fiammingo e nel 1992 è diventato il suo capogruppo. Ricopre questa posizione anche nel Vlaams Belang. Dal 1995 è membro del consiglio comunale di Anversa e parlamentare fiammingo.
Dewinter è sposato e padre di tre figlie.
Nel 2010, ha partecipato a una conferenza organizzata da Likud in Israele sulla lotta al terrorismo.
Nel 2014 un attivista di estrema destra è stato condannato a cinque anni di prigione per aver pianificato l'omicidio di Filip Dewinter e sperato di costringere il Belgio a una guerra civile.